# Alí Agüero
Alí Agüero (Caracas; 21 de enero de 1943) es un cantautor y músico venezolano que ha trabajado en el género Onda Nueva.

## Biografía
Nace en Caracas el 21 de enero de 1943. Compositor, arreglista y productor de jingles publicitarios. Uno de los compositores y arreglistas más conocidos de la historia musical venezolana. Comienza a tocar el cuatro en la secundaria. Comenzó a estudiar Psicología en la UCV pero la música lo atrapo hasta hoy. En 1962 forma parte del grupo vocal Los Cuatro y en 1968 es fundador del grupo Onda Nueva de Aldemaro Romero. Ha realizado coros en Venevisión por más de 35 años. Trabajo con Aníbal Abreu, Eduardo Cabrera, Raul Renau, Arnoldo Nali. Fue fundador, director y arreglista de Los Cuñaos. Ha sido arreglista de: María Teresa Chacín, Alí Primera, Fusión IV, Orquesta Sinfónica Gran Mariscal de Ayacucho, Orquesta Municipal de Caracas, Grupo Raíces de Venezuela. Ha participado en festivales nacionales como arreglista y dos veces en Viña del Mar como compositor y autor respectivamente. En noviembre del año 1995 viajó a Paraguay a representar a Venezuela, como arreglista, en el Festival de la OTI, junto a Simón Díaz como compositor y el intérprete Rogelio Ortiz. Productor y conductor del programa “En la matica” junto a Edgar Salazar, por la Emisora Cultural de Caracas 97.7 FM.[cita requerida]

## Carrera
Según Agüero, fue llamado por Aldemaro Romero en 1968 para solicitarle que consiguiera una voz femenina y una masculina para un proyecto que estaba desarrollando, en el cual estaban incluidos además de Romero, el baterista Frank Hernández y el bajista Jorge Romero. Aldemaro Romero había seleccionado como vocalista a María Elena Peña y Alí Agüero se propuso para participar en el proyecto trayendo a su amigo, el cantante y músico José Ramón Angarita y a la cantante Zenaida Riera. En ese momento, Romero había sufrido un accidente automovilístico y estaba recluido en una clínica de Caracas, donde se iniciaron los ensayos. Una vez dado de alta, Romero continuó los ensayos e hizo un montaje del tema folklórico "Aragüita" cuya letra fue añadida por el poeta venezolano Germán Fleitas Beroes. El resultado fue mostrado al contrabajista rumano Jacques Braunstein, amigo del músico y director, quien opinó que aquello le parecía "una onda nueva". Aldemaro Romero encontró que ese nombre sería el ideal para el género que había creado.

## Discografía
- La canción que va conmigo (1974)
- Parranda criolla (1964)